# لو تشونغ كيت
لو تشونغ كيت (بالصينية: 盧俊傑) (13 نوفمبر 1985 بهونغ كونغ في الصين - ) هو مدرب كرة قدم ولاعب كرة قدم صيني في مركز الدفاع. لعب مع نادي جنوب الصين ونادي سيتيزن وResources Capital FC ‏ ونادي إيسترن سبورتس وهونغ كونغ بيغاسوس ‏ وHong Kong 08 ‏ وWanchai SF ‏.

## وصلات خارجية
- لو تشونغ كيت على موقع قاعدة بيانات كرة القدم.إي يو (الإنجليزية)